# 秋津丸
秋津丸（日语：／ Akitsu Maru）是隶属大日本帝国陆军的登陆舰，日本陆军将其分类为“丙型特种船”。
秋津丸是20世纪30年代中期由大日本帝国陆军研发制造的船坞登陆舰神州丸的进一步发展型。在此基础上，为了能搭载更多登陆艇（大发动艇），提升陆军登陆作战能力，且要为向登陆部队提供航空支援，“秋津丸”不仅较“神州丸”更大，还使用了与航空母舰类似的全通式飞行甲板。本舰同时也是现代两栖攻击舰的先驱。

## 建造背景
基于日本自身岛屿众多的地理条件和第一次世界大战中加里波利战役的经验教训，日本陆军在大正12年度以菲律宾和美国远东部队为假想敵的“帝国国防方针”中，逐渐开始重视登陸作戰。同时，20年代中期，新一代登陆艇（即“大发动艇”与“小发动艇”）投入现役。因此，需要新建一种与以往登陆舰都不相同的可搭载新型登陆艇，并可从船尾安全快速地放出登陆部队的舰船，即“神州丸”。该舰在使用中展现出了优秀的登陆作战能力。1937年（昭和12年）7月七七事变爆发后，该舰为侵华日军提供了重要支援。以“神州丸”的成功使用经验为基础，日本陆军为继续提升自身登陆作战能力，提出了继续兴建“特种船”（登陆舰）的计划。
然而，当时日本海陆军间军种对立问题极其严重，海军并不愿意开发用于登陆作战的舰艇，更不了解如何组织到偏远地区的军事运输，对海上运输护航的意识也很薄弱。因此，陆军不得不自研一套与海军完全不同，主要用于登陆作战的舰艇体系。
为此，早在“七七事变”爆发前的1936年（昭和11年）8月，陆军方面就透露出了继续兴建登陆舰的愿望，1938年（昭和13年）10月经日本陆军中央决定，在1939年（昭和14年）与海军方面协定了兴建登陆舰艇的计划。然而，由于预算限制，陆军省很难保有大量专属于自身的与“宇品丸”“神州丸”类似的登陆舰。因此，陆军根据战时民船征用计划，向民间的海运公司发放补贴，来建造可在战时改造成登陆舰的商船。经过陆军与民间各海运公司的协商，确定了兴建9艘共计80,000吨“特种船”的计划。计划中的“特种船”大致分为以下几种：
1.甲型：10,000吨级商船（后续此类M型战时标准船被称为M甲型）
2.甲（小）型:5,000吨级破冰船（也被称作乙型）
3.丙型：10,000吨级可改造为航空母舰的商船（平时“第一形态”作为一般商船，战时“第二形态”则将甲板上原商船设施拆除铺设飞行甲板，后续此类M型战时标准船被称为M丙型）
因为之前的“神州丸”具有辨识度极高的外观，不利于船只隐藏和欺骗间谍。因此，这一批量产的“特种船”都具备原“丙型”商船的外形特征。“秋津丸”也不例外。

## 建造
1940（昭和15年）9月17日本舰建造工作在播磨造船所 正式开始，被命名为“秋津丸”。在建造初期，本舰酷似普通商船的“第一形态”成功达成了隐蔽和欺骗的目标。在本舰开工后，鉴于国际形势的变化，军方决定按原计划铺设飞行甲板改造成类似航母的“第二形态”。1941年（昭和16年）9月24日本舰下水，次年1月30日正式完工进入陆军服役。然而，本舰虽然在陆军中作军事用途，但名义上却以民间商船身份归日本海运公司所有。

## 战时经历
自1942年1月完工后，于1月26日从播磨造船所航行至位于广岛县的母港宇品港（现广岛港）。另外，本舰自完工服役开始到最后沉没都由军方征集的民间水手操作运行。
1942年1月11日，荷兰东印度群岛战役（日军作战代号为“H作战”）爆发，本舰随即南下参与到攻占巨港油田与ABDA司令部属下联军所驻守的雅加达与万隆要塞区的爪哇登陆战役中。2月18日，西爪哇登陆部队乘搭以“神州丸”，“秋津丸”等56艘舰船组成的船团从位于法属印度支那的金兰湾（现位于越南）出发，于3月1日到达爪哇岛西部的美拉克湾进行登陆作战，当天0时30分登陆部队在无守军抵抗的状态下登陆并向岛上内陆地区推进，3月5日日军占领荷属东印度首府巴达维亚（现印度尼西亚首都雅加达），7日攻占万隆，8日荷属东印度总督与日军方面协商投降事宜并于9日无条件投降。由今村均中将率领的日军第16军在10日日本“陆军纪念日”当天进入万隆，战役结束。
包括爪哇登陆战役在内的南方登陆战役结束后，陆军利用本舰优秀的承载和登陆卸载能力，将其与其它登陆舰一道执行运输任务。1942年3月至1944年4月间，本舰主要来往于拉包尔，新加坡，西贡（现胡志明市），特鲁克（楚克群島），泗水 ，马尼拉，高雄执行运输任务。在此期间，本舰也执行了运送飞行第50战队装备的一式战机身的任务。
1944年4月-7月间，本舰在播磨造船所接受改装。自1944年8月7日开始，本舰在朝鲜海峡执行运输与反潜警戒任务，往返于广岛，釜山，门司（现北九州市门司区），小樽多地。11月为应对10月爆发的菲律宾战役，本舰在9日回到日本执行运输第23师团赴菲律宾支援的任务。本舰与赴吕宋和新加坡的护航编队一道编入“ヒ81”船队。出发前军方为提升本舰运载能力，在宇品将本舰配属的三式指挥连络机卸载，并装载了日军步兵第62联队，“海上挺进”基地大队及第20战队的官兵，马匹和各种物资，其中本舰还装载了104艘四式特攻艇（日军通称“マルレ”）和数架反潜机的散件。各种人员物资将本舰机库和飞行甲板塞得满满当当，其中特攻艇和反潜机都被堆放在飞行甲板上。为强化火力，还在飞行甲板上加装了高炮和高机各4座。出发前本舰船员与搭载部队共计2576人。
11月13日，“秋津丸”在伊万里附近与“ヒ81”船队汇合。14日晨6时，“ヒ81”船队自伊万里湾启航，随行的航空母舰“神鹰”号在日间起飞2架九七舰攻作反潜警戒工作。本舰则与“神州丸”等各舰使用被动声纳探寻潜艇动向。然而，当时本舰的声纳发生了故障，因此在中雷时，本舰船员是采用目视观察的方式探察潜艇。
15日正午，在五岛列岛附近海域，美海军潜艇“皇后鱼”号（SS-393）趁飞机警戒不备时混入船队中，并向“秋津丸”发射了两枚鱼雷。11时53分，鱼雷命中本舰左舷艉部并引爆其后部弹药库。中雷后本舰迅速向左倾覆沉没，共计2326人阵亡。沉没地点位于五岛列岛福江岛西北约40km海域（北纬33度17分，东经128度11分）。部分幸存者被驱逐舰“㭴”号救起后转移到“神州丸”上。

## 构造及应用

### 登陆装备
包括“秋津丸”在内的量产型“特种船”，船体内都设有装载大发动艇等登陆艇的艇库（坞舱）。与“神州丸”相同，艇库地板铺设有滚轮和轨道，天窗处则有帮助登陆艇在舰内移动的小车。坞舱内的轨道延伸至船尾滑板，经由此处的坡道通向舱门。船尾舱门处有两个并列的通海阀，进行登陆作战时则通过这两个阀门向船舱内注水，这与现代的船坞登陆舰相同。此外，本舰艇库还可以装载各种装甲炮艇和快艇。

### 舰载机使用情况

#### 新建成时

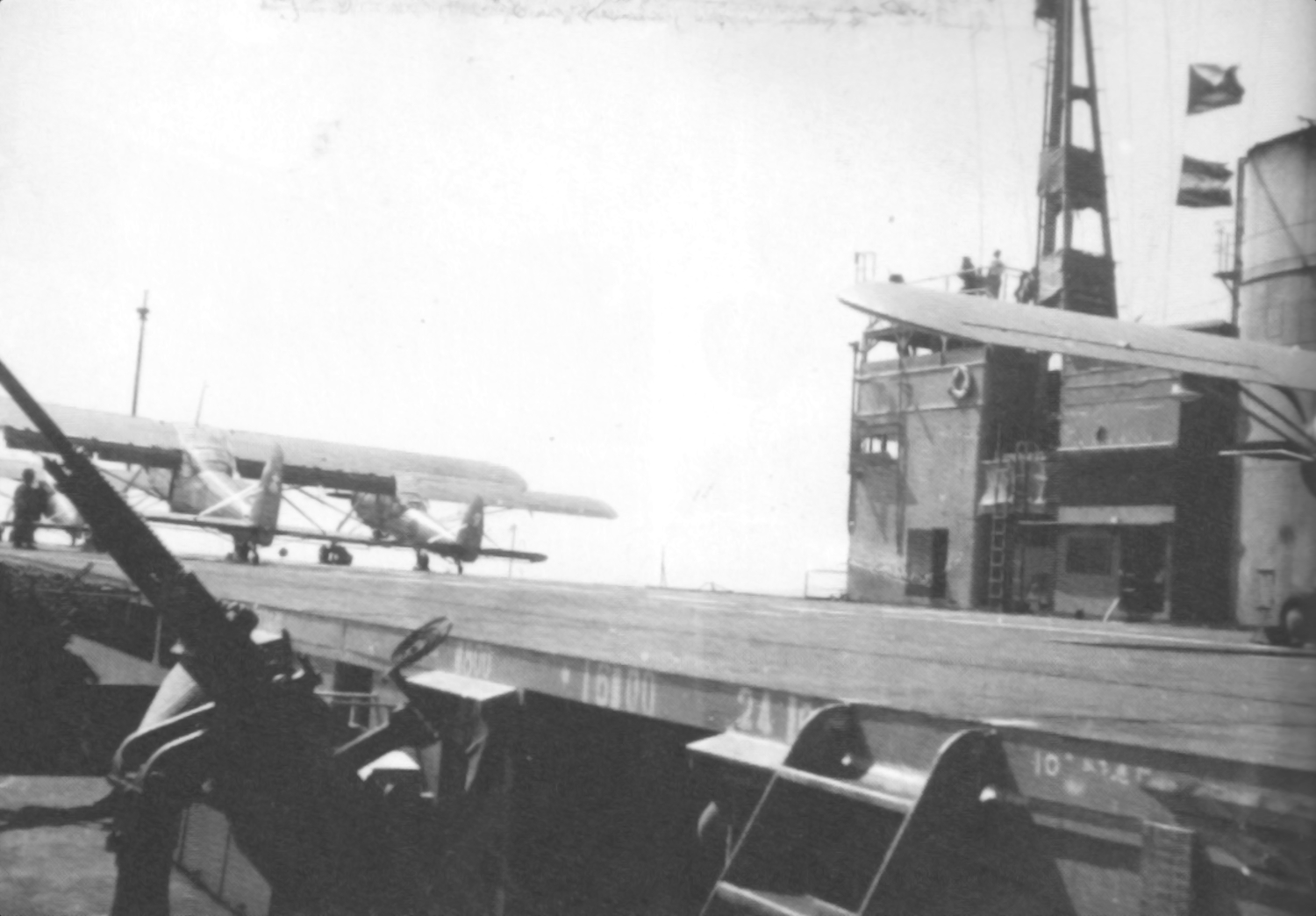
秋津丸甲板上的三式指挥连络机

之前建造的“神州丸”的舰载机通过弹射器起飞。然而这与日新月异的航空技术脱节，随着飞机不断加大加重，原有的弹射器很难放飞新型飞机。因此，“秋津丸”使用了与航母类似的全通式飞行甲板和舰岛。飞行甲板尾部设有升降机，可将机库内的飞机提升至甲板起飞。本舰舰载机主要任务是为登陆部队提供空中支援。原计划本舰将搭载13架九七式战斗机。
本舰虽然与航母一样拥有飞行甲板等设施，可以快速有效地放飞舰载机，但并没有安装航母上必备的拦阻索和降落指挥设备。因此，舰载机起飞后飞行员只能降落在陆基机场或迫降在友军船队附近的海面上。也因此使得本舰很难使用一般的战斗机。当初制定的搭载战斗机的计划也没有实现，预留的机库空间也主要被用作运输物资的船舱，但宽大的飞行甲板可以很方便地承载大型物件。然而，本舰保有的类似于航母的结构被军方相中，后续作为护航航母执行反潜任务。
在不使用飞机的时候，飞行甲板上可被称为“临时设施”的武器装备。共计7座九八式 20 mm 机炮，4门八九式 150 mm 加农炮。本舰后部在左舷配备1门，右舷配备4门 150 mm 加农炮用于打击海上目标。此外，本舰还配备了大量 20 mm 机炮和 75 mm 高炮，在同类舰船中可以称得上火力强劲。本舰所搭载的4门 150 mm 加农炮若从只从投射量和最大射程这类纸面数据来比较则与装备5门三年式 140 mm 舰炮的海军天龙級巡洋舰相当。
本舰飞行甲板上涂有黑色，明灰色和灰色的三色迷彩图案，船身处则统一涂装军舰灰。

#### 改装

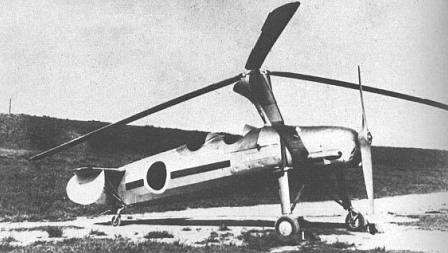
カ号观测机

太平洋战争中期，美国海军潜艇对日本商船的破交战大大损害了日军的海上运输能力，日本海军也在检讨之前拒绝帮助陆军建立海上护航力量的决定。为此在1943年6月4日，在船舶司令部的主持下，在本舰上开展了对旋翼机的舰上起降测试，结果闪避鱼雷时的急速转向的起降测试相当成功。同年8月，陆军与海军协商建造护航航母的计划。这一计划中的护航航母利用战时标准船D型的船体，在其上加装航空设施，初定搭载4架カ号观测机。然而，海军却以“D型标准船体量太小难以改造使用”为由反对该计划。9月，陆军和海军针对“昭和19年度造船计划”中是否加入新型登陆舰（可搭载20架カ号观测机）一事进行讨论，最后因该造船计划没有为登陆舰预留资源而使得陆军的愿望破产。作为原计划的替补，“秋津丸”接受了进一步改造，具备了操作三式指挥连络机的能力。
1944年4月13日，本舰在完成到马尼拉的运输任务后回到日本本土的播磨造船所开始进行改造，7月30日完成。主要拓宽了飞行甲板，将原本位于舰岛的烟囱移到右舷；将飞行甲板后部的起重机移到舰岛后方；在舰岛后和起重机之间新设勤务人员的等待所；在舰岛上配备了舰载机空中指挥所，还加装了“KX”型舰载机降落拦阻装置，着舰指示灯具与着舰标识。此外，还强化了防火设施，增设高射机炮和对潜装备等等。另外，“KX”着舰降落拦阻装置是陆军和（カ号观测机的开发商）萱场工业株式会社所共同开发的“移动式野战隐密机场装置”之一。
改装工作完成后，飞行甲板上的三色迷彩图案被洗去，画上了指示舰载机降落的标线。船身的灰色涂装也改为与海军航母同样的绿色迷彩图案。
与改装工作同时，陆军开始了对三式联络机的审查试验。在完成深弹空投试验后，陆军航空审查部下属的飞行试验部在多摩机场（现为驻日美军下属的横田基地）进行该型机机组的模拟着舰训练。1944年7月，陆军在改装工作接近完成的“秋津丸”上开展机组实舰起降训练。

#### 改装后
1944年6月，“秋津丸”所搭载的陆军“独立飞行第1中队”（日军代号：1Fcs）成立，该部队全部由军官组成。7月30日，1Fcs全体成员与其装备的8架三式联络机登上“秋津丸”，随船在小樽出航，在途中完成了深弹空投试验。在8月-11月本舰的护航运输行动中，该部队一直在执行反潜警戒任务。在“秋津丸”沉没前最后一次出航前，该部队被转移到了日本本土，并未随船出航。

## 脚注

### 引文
1. ↑  奥本 2011，第63頁
2. ↑  日の丸ドイツ船，第124頁